# Servië op het Eurovisiesongfestival 2015

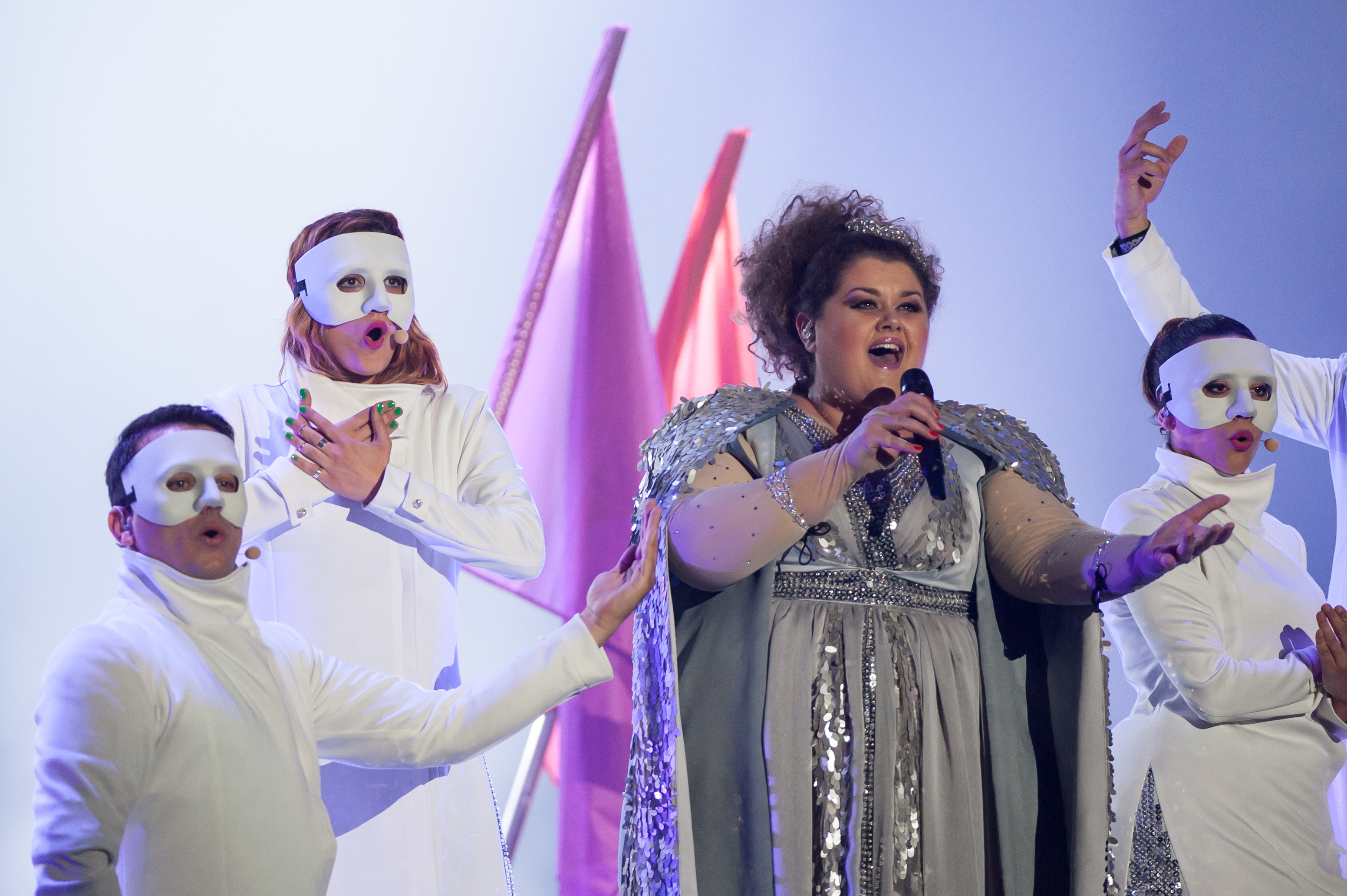
Bojana Stamenov in Wenen

Servië nam deel aan het Eurovisiesongfestival 2015 in Wenen, Oostenrijk. Het was de achtste deelname van het land aan het Eurovisiesongfestival. De RTS was verantwoordelijk voor de Servische bijdrage voor de editie van 2015.

## Selectieprocedure
Nadat Servië wegens financiële problemen niet aanwezig was op het Eurovisiesongfestival van 2014, kondigde de nationale omroep RTS in september 2014 aan wel deel te zullen nemen aan de editie van 2015. Een aantal dagen hiervoor was al onder voorbehoud een selectie aangekondigd. Componist Vladimir Graić, die in 2007 de winnende Servische bijdrage Molitva componeerde, werd aangewezen om drie liedjes te schrijven voor de competitie. Twee daarvan werden gezongen door bekende Servische zangeressen: Aleksa Jelić en Bojana Stamenov. Voor het andere liedje werd een artiest via een selectieprocedure gezocht. Geïnteresseerden moesten een video van maximaal één minuut lang, waarin ze een Servisch liedje vertolkten, naar het selectiecomité sturen. De Servische omroep ontving ongeveer 300 inzendingen. Vladimir Graić nodigde de potentiële deelnemers vervolgens uit voor een auditie. Deze vonden tussen 17 en 28 november plaats in Belgrado, Niš, Novi Sad, Zaječar, Kragujevac en Užice. Er werden tien kandidaten geselecteerd voor een optreden tijdens een televisieshow. Hierin werden Danica Krstić en Goga Stanić gekozen als de twee finalisten. Uiteindelijk besloot de RTS om Krstić naar de finale te sturen.
Op 15 februari werd de nationale finale gehouden onder de titel Odbrojavanje za Beč ("Countdown naar Wenen"). De show werd gepresenteerd door Maja Nikolić. De uitslag werd voor 50% bepaald door televoting en voor 50% door een vakjury, bestaande uit componist Ivan Ilić, producer Goran Stankov en zangeres Nevena Božović. Bij een gelijke stand zou de televoting doorslaggevend zijn. Uiteindelijk werd Bojana Stamenov de grote winnaar van de finale. Haar liedje Ceo svet je moj won unaniem bij de jury en wist ook de hoogste score bij de televoting te krijgen.
Precies een maand na de Servische nationale finale maakte de RTS bekend dat Ceo svet je moj op het songfestival in het Engels zou worden gezongen. Het liedje zou vertolkt worden als Beauty never lies. Het was de eerste keer dat Servië op het songfestival aantrad in een andere taal dan het Servisch.

### Uitslag
Odbrojavanje za Beč, 15 februari 2015
| Plaats | Artiest         | Lied            | Jury | Televoting | Totaal |
| ------ | --------------- | --------------- | ---- | ---------- | ------ |
| 1      | Bojana Stamenov | Ceo svet je moj | 3    | 3          | 6      |
| 2      | Danica Krstić   | Suze za kraj    | 1    | 2          | 3      |
| 3      | Aleksa Jelić    | Vodi me         | 2    | 1          | 3      |

## In Wenen
Servië trad in Wenen aan in de eerste halve finale. Bojana Stamenov was als negende van de zestien deelnemers aan de beurt, na Danijel Kajmakoski uit Macedonië en voor Boggie uit Hongarije. Servië werd negende met 63 punten, waarmee het doorging naar de finale. Van Australië en Macedonië ontving Stamenov het maximum van 12 punten.
In de finale trad Servië als achtste van de 27 landen aan, na Monika Linkytė & Vaidas Baumila uit Litouwen en voor Mørland & Debrah Scarlett uit Noorwegen. Bij de puntentelling had alleen Montenegro de volle 12 punten voor de Servische inzending over. Stamenov eindigde als tiende met 53 punten.
2007 · 2008 · 2009 · 2010 · 2011 · 2012 · 2013 · 2014 · 2015 · 2016 · 2017 · 2018 · 2019 · 2020 · 2021 · 2022 · 2023 · 2024 · 2025
Albanië · Armenië · Australië · Azerbeidzjan · België · Cyprus · Denemarken · Duitsland · Estland · Finland · Frankrijk · Georgië · Griekenland · Hongarije · Ierland · IJsland · Israël · Italië · Letland · Litouwen · Macedonië · Malta · Moldavië · Montenegro · Nederland · Noorwegen · Oostenrijk · Polen · Portugal · Roemenië · Rusland · San Marino · Servië · Slovenië · Spanje · Tsjechië · Verenigd Koninkrijk · Wit-Rusland · Zweden · Zwitserland